# Tzicatlacoyan
Tzicatlacoyan es una localidad del estado mexicano de Puebla. Es cabecera del municipio de Tzicatlacoyan.

## Demografía
| Censo | Población |
| ----- | --------- |
| 1900  | 629       |
| 1910  | 601       |
| 1921  | 385       |
| 1930  | 452       |
| 1940  | 502       |
| 1950  | 619       |
| 1960  | 653       |
| 1970  | 704       |
| 1980  | 834       |
| 1990  | 657       |
| 1995  | 1152      |
| 2000  | 1166      |
| 2005  | 1057      |
| 2010  | 1185      |
| 2020  | 1300      |